# Evania Pelite
Evania Pelite (Brisbane, 12 juli 1985) is een Australisch rugbyspeler.

## Carrière
Pelite won met de ploeg van Australië tijdens de Olympische Zomerspelen 2016 de Olympische gouden medaille. Pelite maakte tijdens dit toernooi in totaal één try.

## Erelijst

### Rugby Seven
- Olympische Zomerspelen:  2016